# Cajalobos
Cajalobos es una localidad peruana ubicada en el distrito de Buenos Aires, perteneciente a la provincia de Morropón del departamento de Piura, al norte del Perú. 

## Ubicación
Cajalobos se ubica al norte de la provincia de Morropón, en el distrito de Buenos Aires, en el departamento de Piura.

## Demografía
En 2017 Cajalobos tenía una población de 8 habitantes.
| Gráfica de evolución demográfica de Cajalobos entre 1993 y 2017 |
|                                                                 |
| Fuentes: Población 1993 y 2017                                  |